# Kleine Ammer
Die Kleine Ammer (in historischen Karten auch als Kleine Amper bezeichnet) ist ein kleiner Fluss in den Ammergauer Alpen im Landkreis Garmisch-Partenkirchen in Bayern. Sie ist etwa 3,4 Kilometer lang und mündet in die Große Ammer, mit der gemeinsam sie die Ammer bildet.

## Quellgebiet
Die Kleinen Ammerquellen liegen am Ende des Graswangtals nördlich des Kohlbachs und überwiegend östlich des Ettaler Ortsteils Rahm. In Quelltrichtern tritt großteils das Wasser der weiter westlich versickernden Linder wieder zutage. In etwa 30 Quelltöpfen, in welchen man aufsteigende Blasen erkennen kann, entspringen kleine Quellbäche, die nach einigen Metern zusammenfließen. 

## Verlauf

### Kleine Ammer
Aus den Quelltöpfen entspringt die Kleine Ammer, die unterhalb der Falkenwand am Rappenkopf durch das Weidmoos mäandriert. Der generelle Verlauf geht zunächst nach Osten bis zum Knick der Falkenwand und dann nach Norden. Kurz vor dem Döttenbichl knickt sie wieder nach Osten ab und fließt gegenüber der Bärenhöhle von links in die Große Ammer. 

### Mühlbach
Aus dem Abfluss der westlichen Quelltöpfe wird der Mühlbach abgezweigt und künstlich nach Südosten umgeleitet. Er kreuzt mittels Düker das Flussbett der noch jungen Großen Ammer und treibt in der Ettaler Mühle eine Turbine an. In seinem weiteren Verlauf fließen ihm von rechts der am Ettaler Manndl entspringende Manndlbach und der am Schaffelberg entspringende Schaffelberggraben zu. Schließlich mündet er zwischen Ettal und Oberammergau etwa 130 Meter stromaufwärts der Mündung der Kleinen Ammer von rechts in die Große Ammer. Zwischen seiner Abzweigung und seiner Mündung hat der Mühlbach eine Länge von etwa 2,8 Kilometern.

## Bildergalerie

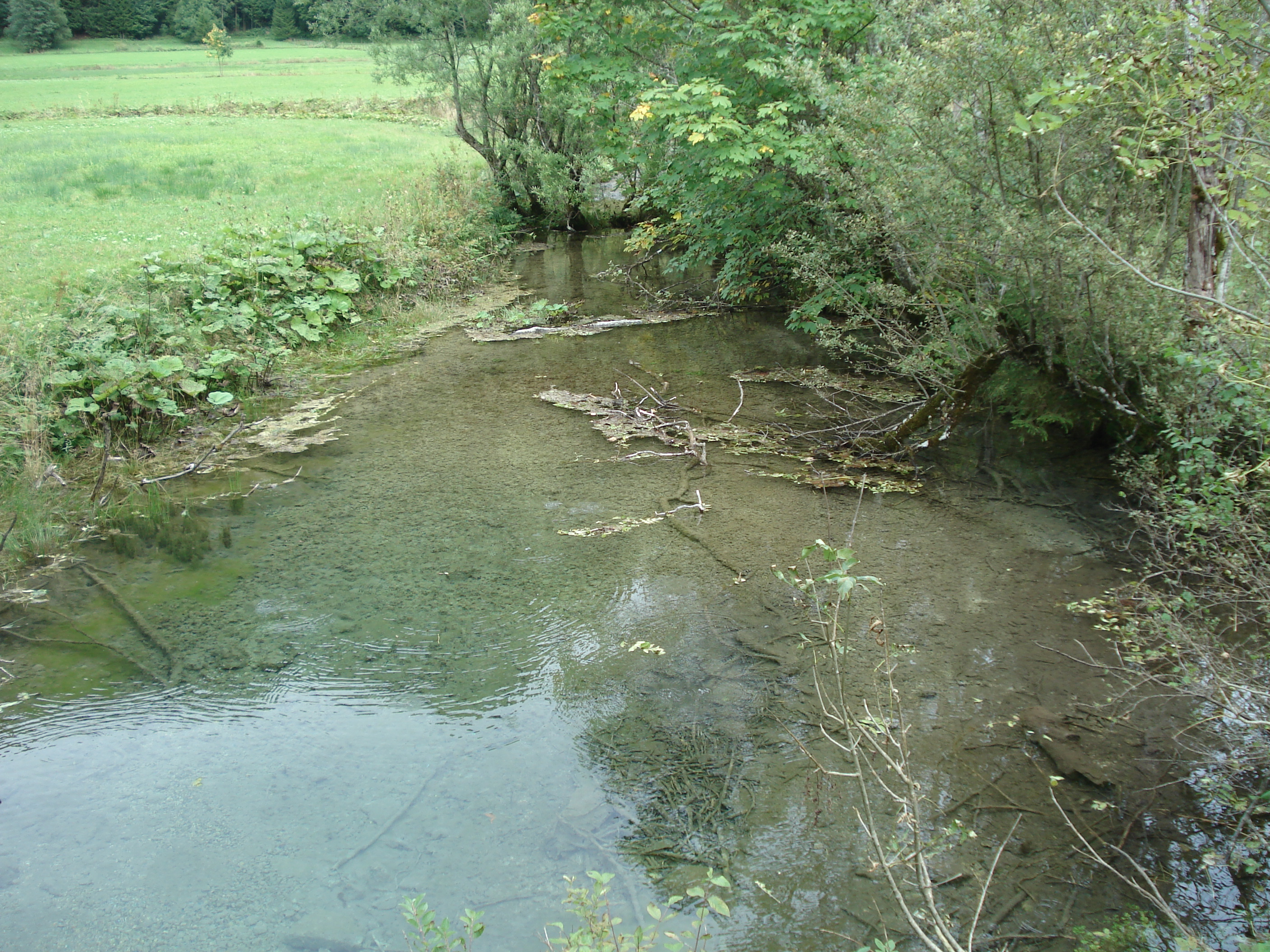
Quelltopf der Kleinen Ammerquellen
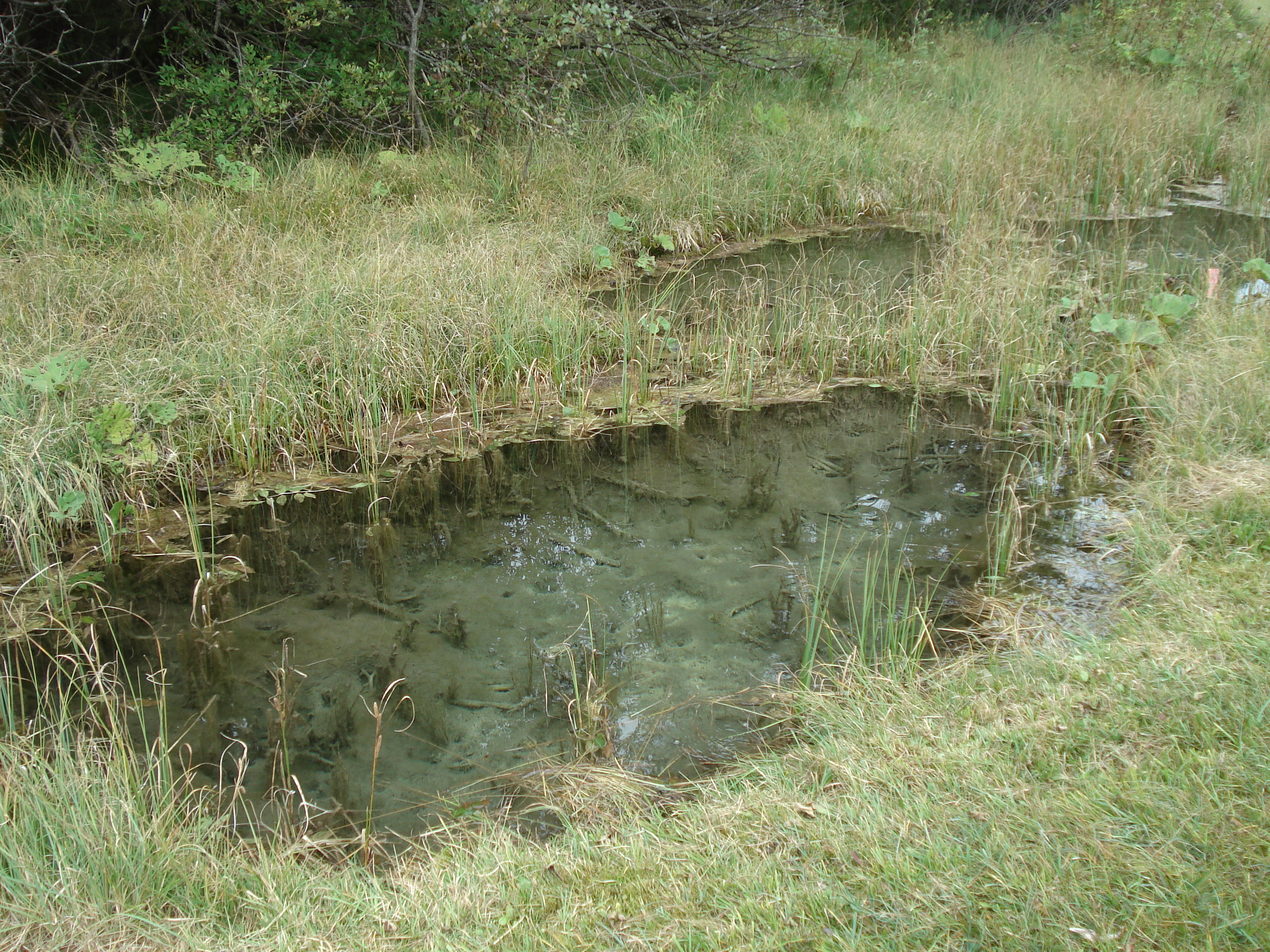
Kleiner Quelltrichter im Weidmoos
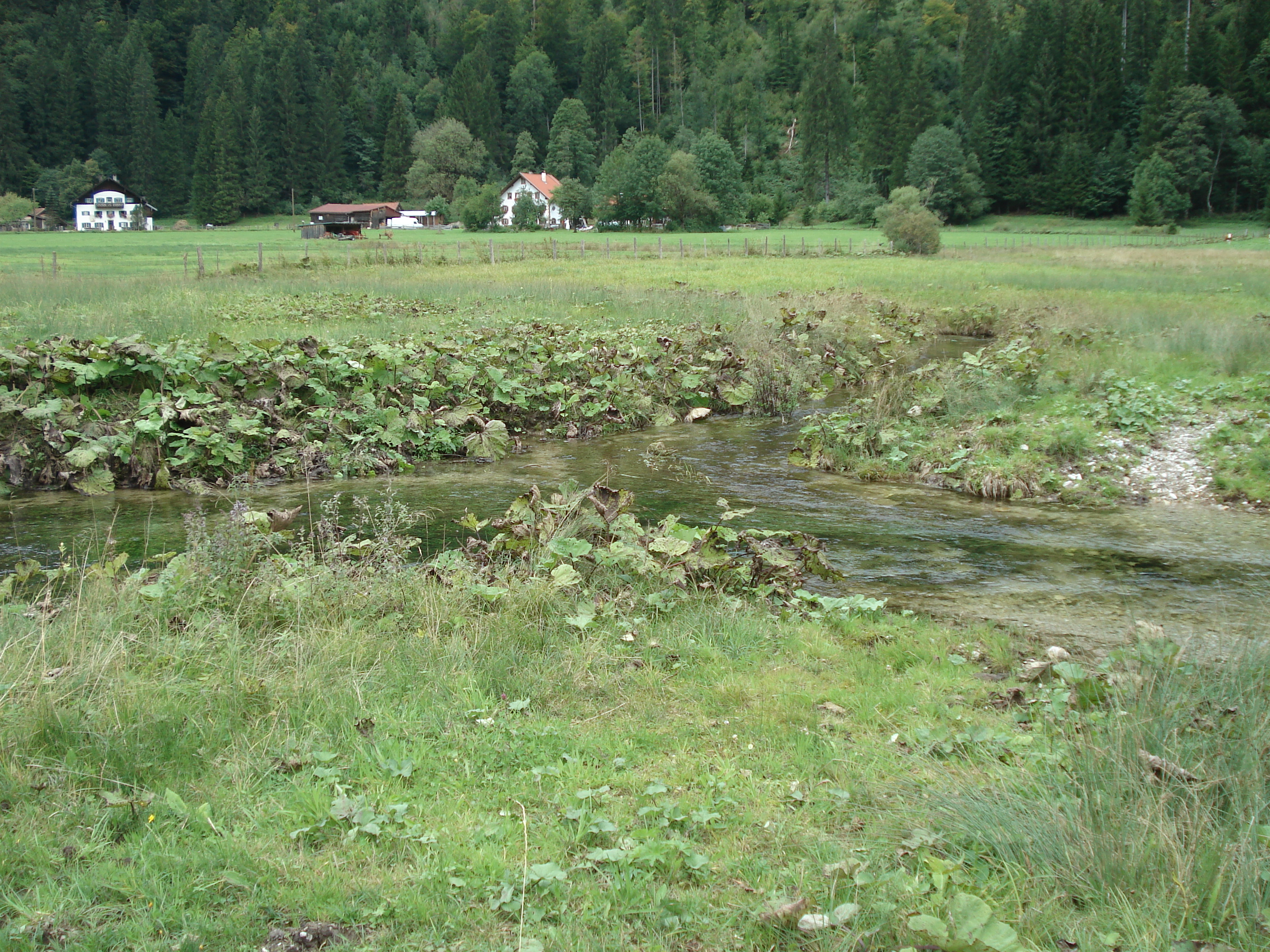
Zusammenfluss zweier Quellbäche bei Rahm
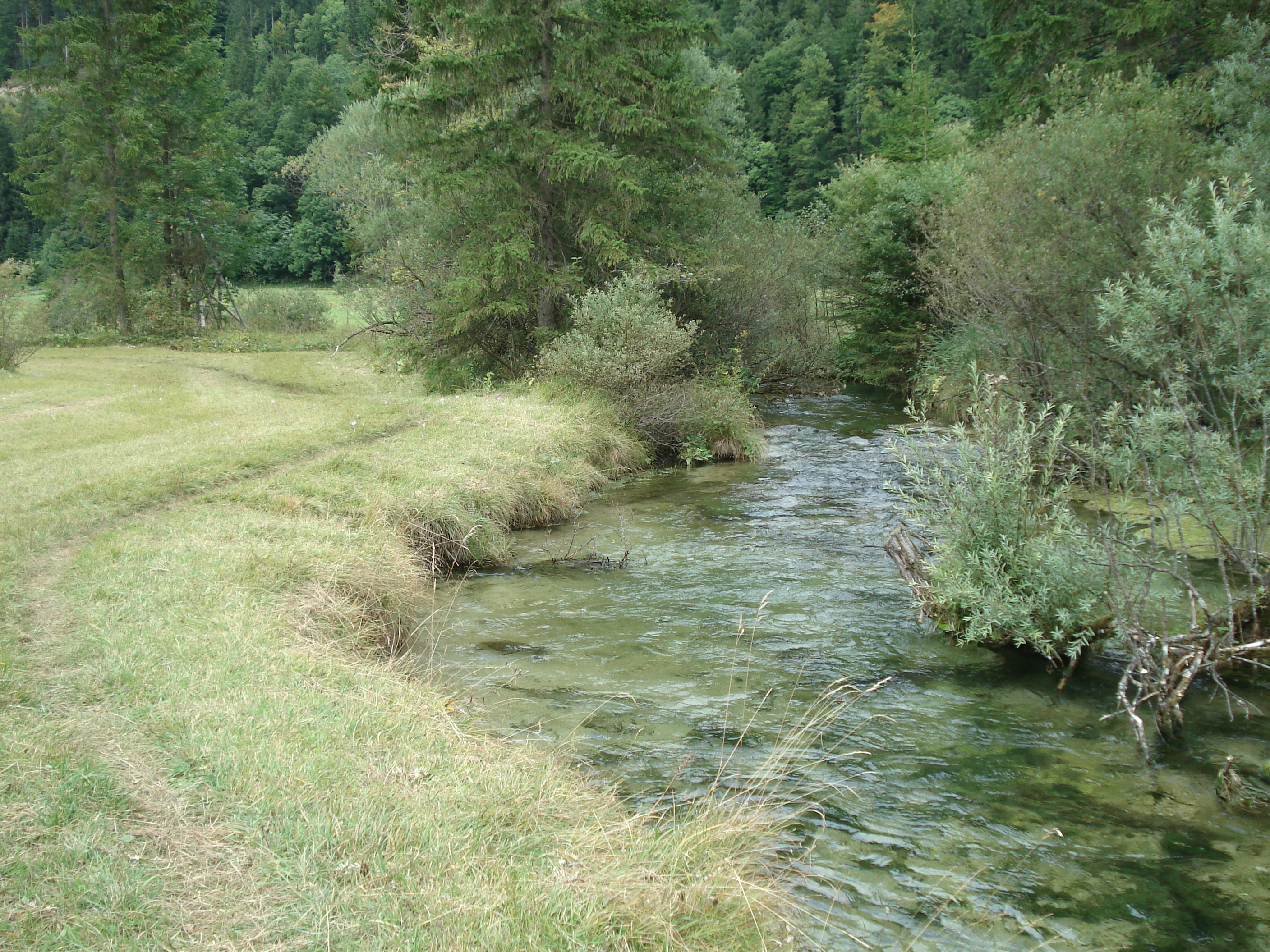
Die Kleine Ammer im Weidmoos
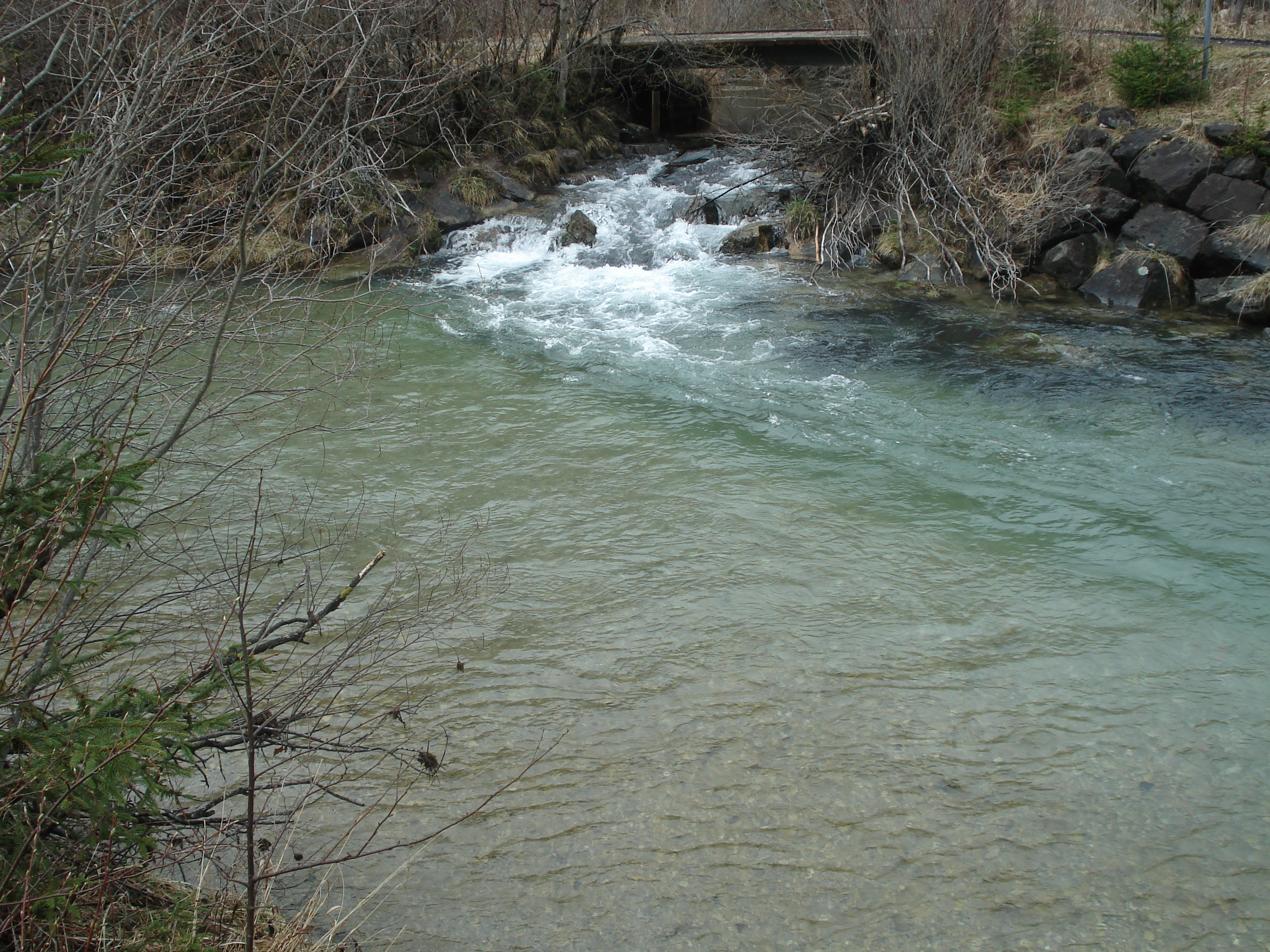
Mündung der Kleinen Ammer (hinten) in die Ammer